# Záhoří (okres Jindřichův Hradec)
Záhoří (německy Zahorsch) je obec v okrese Jindřichův Hradec v Jihočeském kraji. Žije v ní 111 obyvatel. Ve vzdálenosti osm kilometrůzápadně leží město Veselí nad Lužnicí, osm kilometrů severozápadně Soběslav a šestnáct kilometrů jihovýchodně Jindřichův Hradec.

## Historie
První písemná zmínka o vesnici pochází ze 14. století.

## Obyvatelstvo
| Rok            | 1869 | 1880 | 1890 | 1900 | 1910 | 1921 | 1930 | 1950 | 1961 | 1970 | 1980 | 1991 | 2001 | 2011 | 2021 |
| -------------- | ---- | ---- | ---- | ---- | ---- | ---- | ---- | ---- | ---- | ---- | ---- | ---- | ---- | ---- | ---- |
| Počet obyvatel | 150  | 162  | 171  | 159  | 173  | 183  | 180  | 129  | 131  | 114  | 127  | 139  | 129  | 124  | 113  |
| Počet domů     | 24   | 25   | 28   | 28   | 28   | 29   | 33   | 36   | 29   | 29   | 29   | 33   | 37   | 38   | 40   |

## Obecní správa
Mezi lety 1850–1879 Záhoří bylo osadou obce Újezdec v okrese Třeboň. V letech 1880–1960 bylo obcí v okrese Třeboň (1880–1930) a později v okrese Soběslav. V letech 1961–1976 patřilo jako část obce k Pleším. Od 30. dubna 1976 do 30. června 1990 patřilo jako část města ke Kardašově Řečici a od 1. července 1990 je opět samostatnou obcí.

## Doprava
Jižně od vesnice vede silnice I/23 a železniční trať Havlíčkův Brod – Veselí nad Lužnicí, na které se zde nachází stanice Doňov.

## Osobnosti
- Josef Podlaha (1893–1975), chirurg
- Josef Mixa (1921–2016), herec a režisér

## Galerie

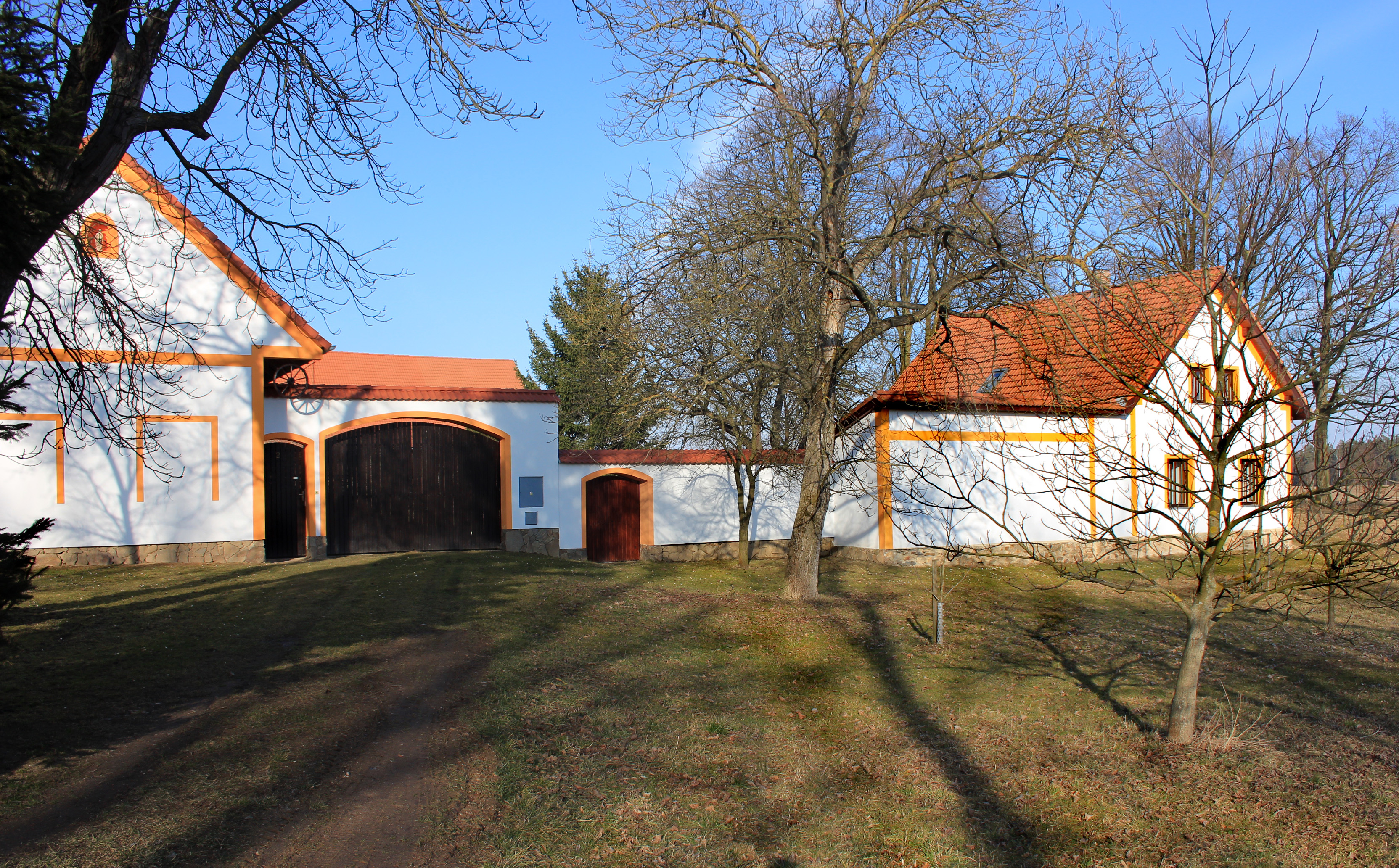
Bývalý statek
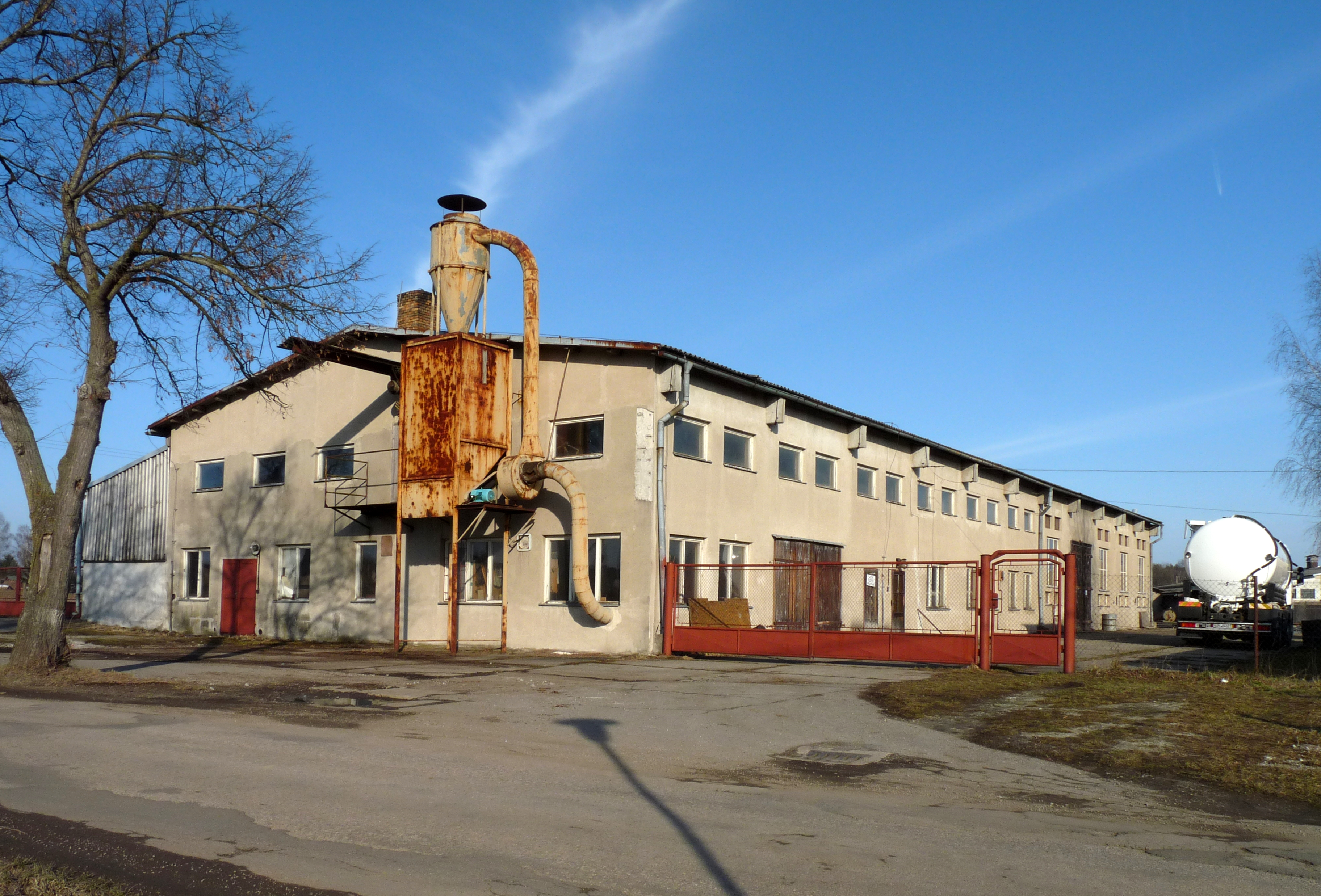
Zemědělské družstvo
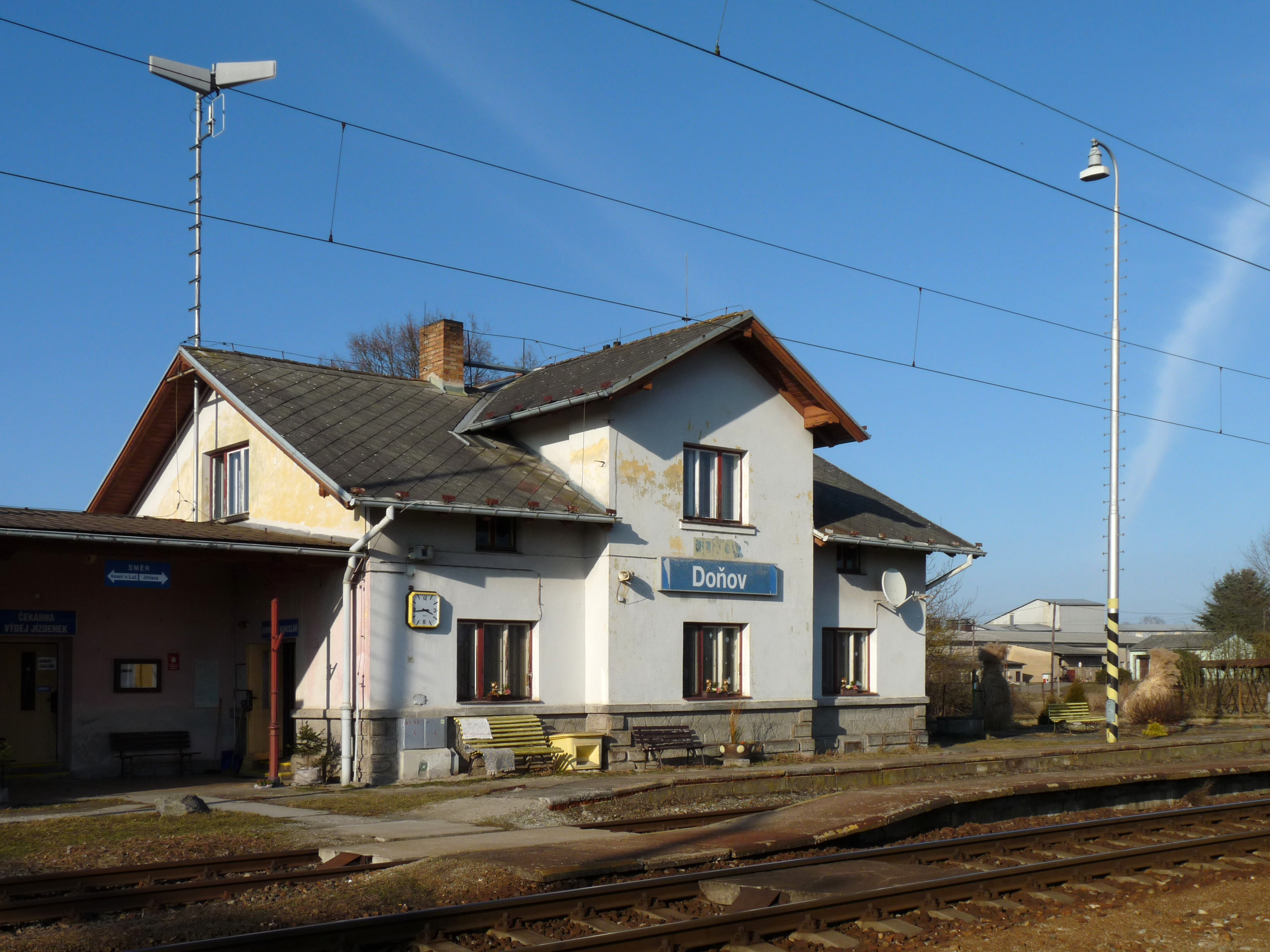
Železniční stanice Doňov nacházející se v Záhoří